# OS/2
OS/2 è una famiglia di sistemi operativi sviluppati da IBM sui propri personal computer.

## Storia

### Lo sviluppo
L'inizio dello sviluppo del sistema operativo OS/2 risale al 1984 con l'arrivo sul mercato del primo PC IBM AT. Tale modello era il primo personal computer dotato di processore 80286, il quale permetteva il supporto della modalità protetta, una tecnologia che consentiva al sistema operativo di rimanere stabile in caso di crash o malfunzionamenti delle applicazioni. Il progetto fu avviato da IBM, alla quale si affiancò Microsoft e in seguito sviluppato esclusivamente da IBM.

### La prima versione
Nel 1987 uscì la prima versione di OS/2, denominata CP/DOS. Non possedeva interfaccia grafica ma solo una modalità testo: multitasking, ma con visibile una sola applicazione alla volta, mentre le altre operavano in background. Introdusse anche un nuovo formato di file eseguibile, il "NE", o New Executable, basato su sezioni distinte per codice e dati.

### Gli anni 2000
Nel 2000 la Serenity System strinse un accordo con IBM per distribuire un nuovo sistema operativo basato sul kernel dell'ultima versione messa in commercio di OS/2 Warp: questo nuovo sistema operativo, o nuova versione di OS/2, prese il nome di eComStation.
Lo sviluppo di IBM OS/2 venne congelato e il supporto tecnico cessò il 31 dicembre 2006. La versione più aggiornata disponibile di OS/2 era del 2002, la versione 4.52, nota anche come OS/2 Convenience Pack 2. Tuttavia IBM, nel corso degli anni, continuò ad aggiornare OS/2, aggiungendo supporto a nuove tecnologie: Java 1.4, USB 2.0, Journaled File System (JFS) e le schede video NVidia, ATI e Matrox.
Il 28 agosto 2009 la versione concepita in accordo con Serenity Systems venne messa in commercio la eComStation 2.0 Silver Release.

## Descrizione
Dotato di ottima stabilità, ebbe una scarsa diffusione in quanto le prime versioni richiedevano considerevoli risorse di memoria, inoltre fu storicamente carente di applicazioni. Non riuscì mai a recuperare lo svantaggio rispetto ai sistemi operativi concorrenti presso gli utenti finali, nemmeno quando IBM, con una mossa promozionale, provò a distribuire gratis le versioni 3.0 e 4.0, molto migliorate. OS/2 si ricavò comunque una nicchia nel settore bancario, dove per anni conservò una certa base.

## Versioni

### Versione 1.1, Trimaran
La versione 1.1, nome in codice Trimaran, venne messa in commercio nel 1988: questa volta comprendeva una interfaccia grafica, il Presentation Manager, disponibile in due versioni: la Standard Edition e l'Extended Edition (SE ed EE); la versione EE comprendeva in più un database manager ed un communications manager.

### Versione 1.2, Sloop
Nel 1989 venne messa in commercio la versione 1.2, nome in codice Sloop, con un Program Manager migliorato: nella versione Extend Edition comparvero un nuovo file system HPFS e il linguaggio di programmazione, REXX. Nello stesso periodo si stavano affermando i processori 80386, così IBM mise in produzione la versione 2.0 dell'OS/2, interamente a 32 bit e solo per processori 80386, abbandonando i vecchi 286. Ma l'alleanza con la Microsoft fu messa a dura prova a causa dei tempi lunghi che l'IBM impose e che ritardò l'adozione definitiva di una interfaccia grafica per il nuovo sistema operativo.
Poco dopo Microsoft decise di staccarsi dal progetto per sviluppare una propria versione di OS/2, più tardi ribattezzata Windows NT. Dalla fine del 1990 in poi IBM si fece carico da sola dello sviluppo di OS/2.

### Versione 1.3
Nel 1991 IBM mise in commercio la prima versione interamente sviluppata in casa. Vi erano ancora molte parti di codice in comune con Microsoft, ma con alcune modifiche; tutte le nuove aggiunte sono "made in IBM": OS/2 1.3 era più veloce, più stabile e più compatto del precedente, grazie anche a un nuovo algoritmo di swap. Vi erano molti driver nuovi, l'installazione era più semplice, i font di sistema furono ridisegnati, mentre il driver video supportava risoluzioni fino a 1024 x 768. Inoltre il REXX era incluso anche nella versione Standard Edition.

### Versione 2.0, Emulazione DOS
OS/2 2.0 venne messo in commercio nel 1992. Fu il primo vero sistema operativo a 32-bit per il PC. Era fornito di emulazione DOS tramite macchine DOS virtuali (VDM) per far credere ai programmi DOS di essere eseguiti in un PC a loro tutto dedicato. Inoltre incorporava una versione di Windows munita di licenza, chiamata Win-OS2, attraverso la quale è possibile eseguire anche programmi per Windows 3.0/3.1. Venne introdotta la WorkPlace Shell (WPS), una interfaccia utente orientata agli oggetti, che integrata nel Presentation Manager di OS/2 costituiva uno dei punti di forza di questo sistema operativo. Alcuni spunti della WPS provenivano dal mondo Amiga, grazie ad un accordo fra IBM e Commodore che prevedeva, tra le altre cose, una speciale licenza del linguaggio REXX per il mondo Amiga: AREXX.

### Versione 2.1, Presentation Manager
L'anno successivo uscì la versione 2.1, che introdusse una grossa novità: un Presentation Manager evoluto con capacità multimediali, ridenominato Multimedia Presentation Manager/2 (MMPM/2). Inoltre furono introdotti il supporto allo standard di risparmio energetico APM, l'interfaccia PCMCIA, il supporto TrueType di Win-OS/2, mentre tutto il codice venne rivisto ed ottimizzato.

### Versioni 2.11 e 2.11, SMP
Successivamente uscirono le versioni 2.11 e 2.11 SMP. Quest'ultima aggiunse il supporto al multiprocessing simmetrico fino a 16 processori ed ulteriori ottimizzazioni, sebbene OS/2 continuasse a chiedere almeno 8 MB di RAM per funzionare adeguatamente, in un periodo in cui la RAM aveva un costo elevato e i PC erano equipaggiati tipicamente con al massimo 4 MB. Resasi conto di questo ostacolo commerciale, IBM indirizzò lo sviluppo del sistema operativo verso versioni con un utilizzo della memoria ottimizzato, in grado di offrire prestazioni accettabili anche in PC dotati di poca RAM.

### Versione 3.0, Warp
Nel 1994 uscì OS/2 3.0 in grado di funzionare egregiamente anche con solo 4 MB di RAM. Questa nuova versione comprendeva una WPS molto migliorata e il supporto nativo al protocollo TCP/IP nonché a internet. Inoltre, insieme al sistema operativo, venne distribuito un CD di applicazioni per OS/2, il Bonus Pack.

### Versione 3.0, Connect e Server
Successivamente uscirono altre due versioni di OS/2 3.0 denominate Connect e Server, che integravano una serie di strumenti di rete IBM che sfuttavano la ottima stabilità raggiunta da OS/2, che ne faceva una buona piattaforma per server di rete.

### Versione 4.0, Merlin
Nel 1996 uscì l'ultima versione completa di OS/2, la Warp 4.0 (nome in codice "Merlin").
Warp 4 sfoggiava una nuova veste grafica, integrava i tool di rete della precedente versione Connect e in più offriva un client di rete universale, capace di connettersi praticamente a ogni tipo di rete e di protocollo esistente (la lista era molto vasta). Possedeva inoltre il supporto per la sincronizzazione dei file e la gestione remota dell'accesso che permetteva di collegarsi alla propria macchina da una qualsiasi stazione in rete. Tuttavia, il destino commerciale di OS/2 era segnato. Nel 1997 IBM decise di smettere di investire sullo sviluppo di versioni successive.

### Versione 4.5, Aurora
Nel 1999 IBM smentì le voci di una versione 5.0 di OS/2, ma in cambio lo aggiornò un'ultima volta e pubblicò Warp Server for eBusiness, nome in codice Aurora: versione 4.5, la quale integrava una serie di nuove tecnologie: JDK 1.1.6, JFS, LVM o Logical Volume Manager, che rimpiazzava l'ormai obsoleto FDisk, stack TCP/IP ottimizzato, architettura I2O per l'I/O, amministrazione trasparente di server NT, supporto SMP fino a 64 processori, prestazioni ottimali con 8, nuovo kernel. Nel 2000 IBM mise in commercio il Convenience Pack, nel quale vennero cumulati tutti i fixpack precedenti, contenendo in pratica una nuova versione del Warp Server for eBusiness e di Warp 4: per quest'ultimo è previsto un nuovo kernel basato su quello di WSeB messo in commercio l'anno precedente, nel 2002 il Convenience Pack 2.
In un comunicato datato 12 luglio 2005, IBM annunciò ufficialmente di voler terminare la commercializzazione ed il supporto per i suoi prodotti OS/2 Warp V4 e OS/2 Warp Server for eBusiness, fissando al 23 dicembre 2005 il loro ritiro dal mercato e al 31 dicembre 2006 la data ultima del supporto standard. Ai suoi clienti OS/2, IBM suggerì di considerare GNU/Linux come sistema operativo alternativo.